# Мурроу Бойл, 1-й виконт Блессингтон
Мурроу Бойл, 1-й виконт Блессингтон (англ. Murrough Boyle, 1st Viscount Blesington; ок. 1645 — 26 апреля 1718) — ирландский дворянин и пэр, член Ирландской Палаты общин и Палаты лордов Ирландии.

## Биография
Родился около 1645 года в Корке (провинция Манстер, Ирландия). Единственный оставшийся в живых сын преподобного Майкла Бойла (1609—1702), архиепископа Армы и лорда-канцлера Ирландии, и его второй жены Мэри О’Брайен, дочери Дермода О’Брайена, 5-го барона Инчикуина. Он поступил в Тринити-Колледж, Дублин, 8 августа 1662 года.
Мурроу Бойл был депутатом в парламенте Ирландии от Килмаллока в 1665—1666 годах. 23 августа 1673 года для Мурроу Бойла был созданы титулы 1-го виконта Блессингтона в графстве Уиклоу (Пэрство Ирландии) и 1-го барона Бойла в графстве Уиклоу (Пэрство Ирландии). В июне 1675 года он был назначен тайным советником Ирландии. Он занимали должности констебля Замка Короля Иоанна в Лимерике и губернатора Лимерика в 1679—1692 годах. Ему была присвоена почетная степень доктора юридических наук в 1682 году. 17 ноября 1693 года Мурроу Бойл был назначен уполномоченным по делам Великой Печати Ирландии и назначен одним из лордов-юстициариев Ирландии в 1696 году, хотя он занимал этот пост всего две недели, его так и не избрали.
Мурроу Бойл был автором трагедии под названием «Потерянная принцесса». Бейкер, современный драматический критик, охарактеризовал эту постановку как «поистине презренную» и добавил, что «гений и способности писателя не делают чести имени Бойла».
После своей смерти в Дублине 26 апреля 1718 года Мурроу Бойл был похоронен в Соборе Святого Патрика, Дублин.

## Браки и дети
Мурроу Бойл был женат дважды. Его первой женой была Мэри Паркер (? — 13 сентября 1668), дочери преподобного Джона Паркера, архиепископа Дублинского, и Мэри Клэр. От первой жены у него родилась дочь Мэри.
В ноябре 1672 года Мурроу Бойл вторично женился на леди Энн Кут (ок. 1658 — 6 апреля 1725), дочери Чарльза Кута, 1-го графа Маунтрата (1628—1672), и Элис Мередит. У супругов было трое детей:
- Чарльз Бойл, 2-й виконт Блессингтон (? — 2 июня 1732), был дважды женат, но скончался бездетным.
- Элис Бойл, муж с 1697 года бригадный генерал Пирс Батлер, 4-й виконт Икеррин[англ.] (ок. 1677—1711). Их сын Джеймс Батлер, 5-й виконт Икеррин (1698—1712), который унаследовал титул своего отца, но умер молодым.
- Энн Бойл (? — 27 октября 1741), 1-й муж с 1696 года Уильям Стюарт, 2-й виконт Маунтджой[англ.] (1675—1728), 2-й муж — Джон Фаркуарсон. Энн Бойл была матерью Уильяма Стюарта, 3-го виконта Маунтджоя[англ.] (1709—1769), 1-го графа Блессингтона с 1745 года.

Его титулы унаследовал в 1718 году его единственный сын Чарльз Бойл, 2-й виконт Блессингтон. В 1732 году после смерти Чарльза Бойла, когда у него не осталось наследника мужского пола, поместья перешли к его оставшейся в живых сестре Энн.